# Santiago de Cruïlles de Peratallada Bosch
Santiago de Cruïlles de Peratallada Bosch (Barcelona, 6 de agosto de 1919 — †29 de septiembre de 1999). Marqués de Castell Torrent y Barón de Cruïlles. Abogado, político y empresario español. 
Fue Concejal de Urbanismo del Ayuntamiento de Barcelona, director general de Transportes Terrestres del Ministerio de Obras Públicas y subsecretario de la Gobernación, además de procurador en Cortes. Casado desde el 10 de octubre de 1945 con Rosa María Ventosa Despujol, hija de Juan Ventosa Calvell, fundador de la Lliga Regionalista y ministro de Alfonso XIII.

## Biografía
Descendiente de una de las más prominentes familias de la nobleza catalana, documentada ya en el siglo XI, Santiago de Cruïlles nació en Barcelona el 6 de agosto de 1919. Estudió el bachillerato en los jesuitas de Sarriá, para posteriormente licenciarse en Derecho por la Universidad de Barcelona.
Tras el estallido de la Guerra Civil, se alistó en el bando nacional, siendo destinado a mensajería.
Su inquietud política, le llevaría a entrar en el primer ayuntamiento del alcalde José María de Porcioles, siendo nombrado Concejal de Urbanismo. En 1965, se traslada a Madrid para formar parte del Ministerio de Obras Públicas como director general de Transportes Terrestres. Aprovechó esta posición para intentar recuperar el retraso de Cataluña en infraestructuras, iniciando el desarrollo de las primeras autopistas y de otras obras de transportes.
Posteriormente, y de la mano de Tomás Garicano Goñi como ministro, fue nombrado Subsecretario de la Gobernación.
Tras su etapa política, se dedicó a los negocios privados, siendo presidente de varias entidades como el Banco Crédito y Docks de Barcelona, la Compañía General Aduanera S.A. o la Compañía Española para la Fabricación Mecánica del Vidrio (Procedimientos Libbey-Owens) S.A.
Estuvo toda la vida muy ligadas a las tierras del Ampurdán, concretamente a la cala de Aiguablava, en Bagur, donde pasaba largos periodos en compañía de toda su extensa familia.
Murió en Barcelona el 29 de septiembre de 1999 a los 80 años de edad. Estaba en posesión de la gran cruz de la Orden de Isabel la Católica y de la gran cruz de la Orden del Mérito Civil.

## Archivo personal
Su Archivo personal se conserva en el Archivo Nacional de Cataluña. Contiene la documentación emitida y recibida por él. Destaca, de forma especial, la producida por su actividad profesional y política en la Administración pública. Reúne dosieres temáticos que corresponden, generalmente, a las diferentes gestiones que realizó Santiago de Cruylles a favor de personas e instituciones. Se incluyen informes, oficios y correspondencia con particulares y cargos de la Administración, referida en su mayoría a iniciativas de tipo privado. En su conjunto, el Archivo es representativo y útil para el estudio del funcionamiento de la administración y de las instituciones de la última etapa del franquismo.